# Siergiej Taszujew
Siergiej Abujezidowicz Taszujew, ros. Сергей Абуезидович Ташуев (ur. 1 stycznia 1959 w obwodzie charkowskim, Ukraińska SRR) – rosyjski trener piłkarski.

## Kariera trenerska
Urodził się w 1959 roku na Ukrainie w rodzinie Czeczeńca i Białorusinki. Wychowywał się i mieszkał większość życia w Groznym. W 1992 rozpoczął karierę trenerską w klubie Drużba Budionnowsk. Po zakończeniu sezonu 1993, nic nie osiągnął z zespołem, na trzy lata porzucił pracę trenerską. Od 1996 do 1997 roku pracował w zespole Awtozapczast Baksan, gdzie jego asystentem był początkujący trener Jurij Krasnożan. Po zakończeniu sezonu 1998 Awtozapczast spadł z rosyjskiej drugiej ligi, a Taszajew przeniósł się do Samary, gdzie pomagał Aleksandrowi Tarchanowu trenować Krylja Sowietow Samara. W 2001 roku stanął na czele podmoskiewskiego zespołu Fabus Bronnicy. W sezonie 2004 prowadził Awtodor Władykaukaz. W latach 2005 i 2006 pracował jako asystent trenera w Saturnie Ramienskoje i Tereku Grozny. W 2006 roku, w trakcie sezonu, poprowadził drugoligowy klub Zwiezda Sierpuchow. Na koniec mistrzostw opuścił klub i przeniósł się do pierwszoligowego klubu Spartak-MŻK Riazań, ale po trzech porażkach i remisie na starcie został zwolniony. Od 2007 do 2008 pracował w drugoligowym FK Łuchowicy. Od maja 2008 do 2009 roku trenował Salut-Eniergija Biełgorod. Pod koniec sezonu w 2009 roku przyjął ofertę FK Krasnodar, podpisując umowę z klubem na dwa lata. W sezonie 2010 pod jego kierownictwem zespół zajął 5 miejsce. 6 listopada opuścił klub, mówiąc, że ma ofertę z klubu Priemjer-Ligi. Ale dopiero 16 czerwca 2011, po rezygnacji trenera Władimira Esztriekowa, objął stanowisko głównego trenera Spartaka Nalczyk, który uplasował się w tamtym czasie na ostatniej pozycji rosyjskich mistrzostw. 7 kwietnia 2012 zrezygnował z zajmowanego stanowiska z powodu słabych wyników drużyny w rundzie wiosennej Priemjer-Ligi. 5 maja 2012 okazało się, że zgodził się poprowadzić Salut Biełgorod w przypadku jego awansu do Priemjer-Ligi. Po zakończeniu sezonu 2011/12, w którym biełgorodzki klub zdobył awans, został mianowany na stanowisko trenera drużyny Salut. 7 sierpnia 2013 został zaproszony do ukraińskiego Metałurha Donieck. 2 czerwca 2014 zmienił klub na Anży Machaczkała.